# Уффорд, Томас де
Сэр Томас де Уффорд (англ. Thomas de Ufford; умер в 1368 году) — английский аристократ, участник Столетней войны. Рыцарь ордена Подвязки.

## Биография
Томас де Уффорд был младшим сыном Роберта де Уффорда, 1-го графа Саффолка, и его жены Маргарет де Норвич. Он участвовал в морской битве при Слейсе в 1340 году, командуя кораблём. Трижды (в 1348, 1362 и 1365 годах) Уффорд совершал путешествия в Пруссию, чтобы там присоединиться к крестовым походам, организованным Тевтонским орденом. В 1360 году он стал рыцарем ордена Подвязки. В 1367 году сэр Томас под началом Чёрного принца совершил поход в Кастилию, чтобы помочь Педро Жестокому завоевать корону. Известно, что он сражался при Нахере.